# 가야노 도요토시
가야 노 도요토시(賀陽豊年)는 헤이안 시대 초기에 있던 귀족·문인·한학자(漢學者)이다. 가바네(姓)는 아소미이다. 관위는 종4위하(從四位下)·하리마노 가미(播磨守), 증정4위하(贈正四位下)이다.

## 출신 가문
가야씨(賀陽氏) (가야노 오미(賀陽臣)/가야노 아소미(賀陽朝臣))는 기비씨의 후예(後裔)요 가미쓰미치씨(上道氏)와 같은 계통인 씨족이다. 빗추국(備中國)가야노 고오리(賀陽郡)를 본거로 한 호족이다. 구니노 미야쓰코(加夜國造家)세습했었던 가문로 가야노 고오리노 쓰가사(賀陽郡司)나 기비쓰 신사(吉備津神社)의 신관(神官)도 세습한 집안이다.

## 경력
경서(經書)와 사서(史書)를 정통해 대책(對策)에 갑제(甲第)로 급제하다. 이소노카미노 야카쓰구(石上宅嗣)에게 운테이(芸亭)에 초대돼 배우고 수년간에 갈쳐 많은 서책에 대하서 넓게 연구했다. 그 글재주는 석 도유(釋道融)·오미노 미후네(淡海三船)이더라도 미칠 수 없다고 일컬어졌다.
몬조하카세(文章博士)를 거쳐 엔랴쿠(延曆)16년(797년)에 동궁학사(東宮學士)가 돼 황태자·아테 친왕(安殿親王)(뒤의 헤이제이 천황)에게의 교수를 맡다. (이 때 위계(位階)는 외종5위하(外從五位下)). 헤이제이 조(平城朝)에서는 중용돼 종4위하(從四位下)·식부대보(式部大輔)에까지 오른데, 천황의 총애를 믿어 후지와라노 구스코(藤原藥子)가 권세를 휘둘러서 우수한 인물이 배척받게 됐어도 편소와 달라지지 않는 모급로 경과에 내맡기며 침목을 지켰다고 하다. 그 뒤에 헤이제이 천황이 양위하고 다이도(大同) 4년 12월 (810년 1월)에 헤이조쿄(平城京)로 옮았을 때에도 그를 떠르지 않고 헤이안쿄(平安京)에 남았다. 다이도(大同) 5년(810년) 9월에 일어난 구스코의 변(藥子の變)에도 직접적으로는 관계하지 않았었지만 이 변 뒤에 식부대보 관직에서 물러서 있다. 멀지 읺아 그 재주를 아까워한 사가 천황(嵯峨天皇)에게서의 요청으로 하리마노 가미(播磨守)로 임명됐지만 고닌(弘仁) 4년(813년)에 병 때문에 이임하고 이후 우지(宇治)에 있던 별장에서 그 나머지 삶을 지냈다.
우지에서 앓아눕는 중에서 그 고장 늙은이에게서 닌토쿠 천황(仁德天皇)과 그 동생 우지노와키 이라쓰코(菟道稚郞子)가 아버지인 오진 천황(應神天皇) 사후 그들 형제가 서로 황위를 내줬다는 이야기를 들어 감동되고 좌대신(左大臣)·후지와라노 소노히토(藤原園人)에게 청해 닌토쿠 천황의 "지하지신(地下之臣: 저승에 있는 신하)"이 됐다. 헤이제이 천황과 사가 천황의 대립을 이 고사에 비교해 보는 생각을 품어 있었던 것은 아닌가고 추측하는 일설이 있다.
고닌(弘仁) 6년(815년) 6월 27일 졸거(卒去)했음. 향년은 65세있었다. 최종 관위는 하리마노 가미(播磨守) 종사위하(從四位下)이다. 그 존거에 즈음하여 사가 천황에게서 닌토쿠 천황릉(仁德天皇陵) 가까이서 매자되는 것을 허가된 뒤에 정4위하(正四位下)로 증위(贈位)를 받고 국화(國華: 국가의 명예)로 숭경을 받았다.
《능운집(凌雲集)》에 수록된 그 한시 작품수은 오노노 미네모리(小野岑守)와 같은 13수이어 사가 천황 다음으로 많다.

## 무덤

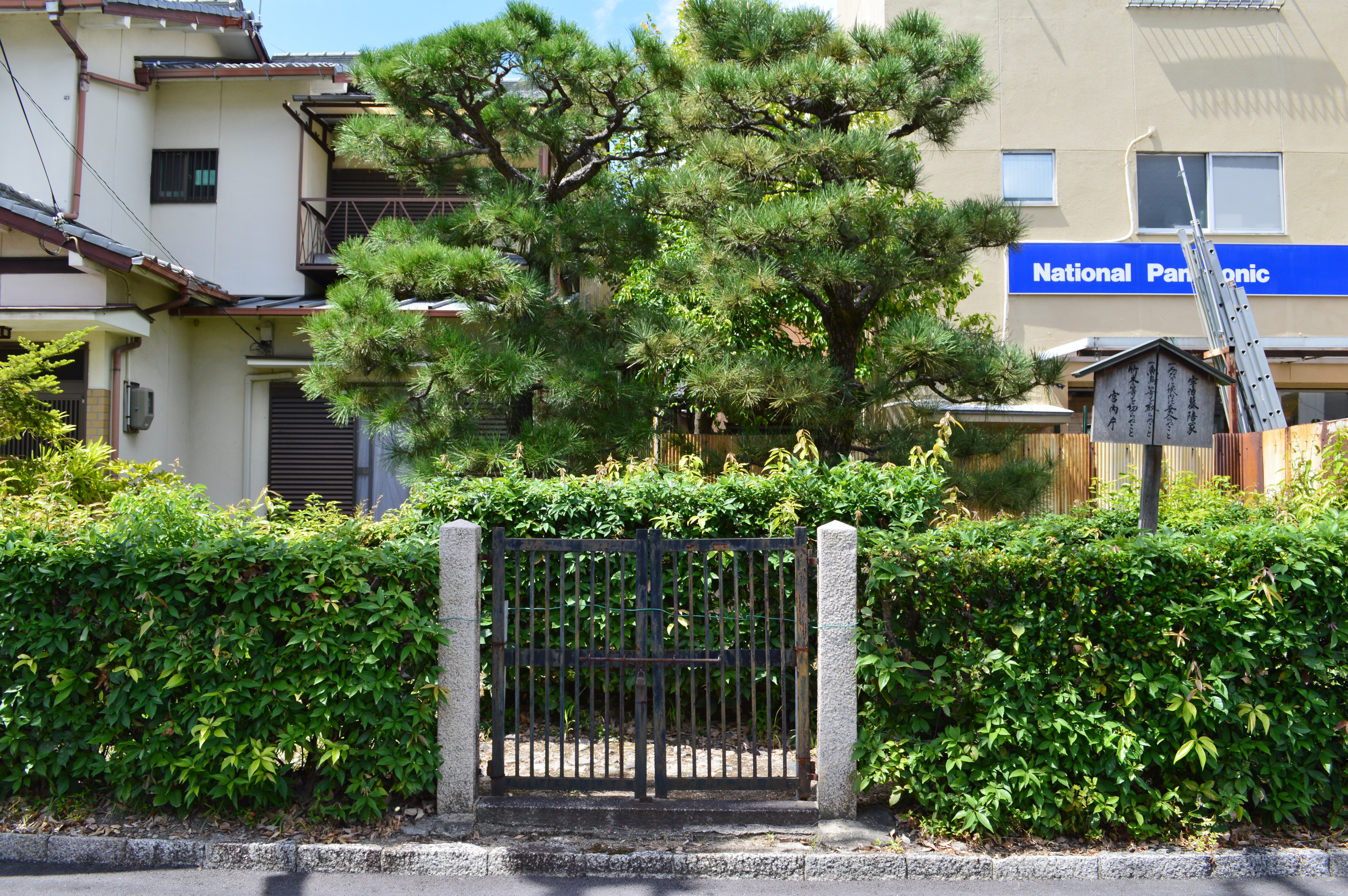
傳 가야 노 도요토시(賀陽豊年) 무덤 (교토부우지시)

가야 노 도요토시가 임종에 가까워지려고 하는 직전의 이야기는 《일본후기》 고닌(弘仁) 6년(815년) 6월 27일 조에 기재돼 있다. 이것에 따르면 도요토시는 병 때문에 우지 별장에 있었을 때 닌토쿠 천황(仁德天皇)과 그 동생 우지노와키 이라쓰코(菟道稚郞)가 서로 황위를 내줬다는 이야기를 들어 감동됐다. 그리고 "지하지신(地下之臣)"이 되는 것을 바랐으니 칙지(勅旨)에 의하여 "능하(陵下: 능원 가)"로 매자하는 것이 허가됐다고 하다.
일반적으로 "능(陵)"은 천황릉(天皇陵)을 "묘(墓)"는 황족묘(皇族墓)를 가리킴이니, 위에서 말한 "능"은 닌토쿠 천황릉으로 해석되는데 한편 문맥상으로 우지노와키 이라쓰코(菟道稚郞子)의 무덤으로 해석하는 일설도 있다. 메이지 22년(1889년)에 교토부우지시에 있는 마루야마 고분(丸山古墳)이 궁내성(宮內省: 현재의 궁내청)에 의해서 우지노와키 이라쓰코의 무덤(宇治墓)으로 치정(治定)됐을 때에는 후자 해석에 의거하여 당시 "우키후내(浮舟)의 고적(古跡)"으로 불려 있던 작은 토분이 가야노 도요토시(賀陽豊年)의 무덤으로 가탁받은 뒤에 우지묘(宇治墓) い호(號) 배총(陪冢)을 "傳 가야 노 도요토시의 무덤(傳賀陽豊年墓)"로 치정(治定)해 있다.

## 인물
도요토시는 굳건히 신념을 품어 신의를 지키며 그는 누구에게도 굽힐 바 없었다. 또 지기이지 않는 사람들과 교제하기를 좋아하지 않았다. 그리고 신분이 곺음을 싫어해 있어, 어느때 친구인 오노노 나가미를 방문했을 때에는 "공(公)"라고 하는 글자를 써 "白眼對三公(백안 대 삼공: 백안으로 대신을 대한다.)"라고 하는 한시를 지었다고 하다. 게다나 사람들에게서는 그는 천작(天爵: 타고난 덕)이 남아도나 인작(人爵: 벼슬)이 부족했다고 하는 평을 받았다고 하다.

## 관직력
《일본후기》에 따르면
- 시가불상: 외종5위하(外從五位下). 몬조하카세(일본어판)(文章博士)
- 엔랴쿠(延曆) 16년(797년) 2월 9일: 겸 동궁학사(일본어판)(東宮學士)
- 시가불상: 종5위하(從五位下)
- 엔랴쿠(延曆) 25년(806년) 4월 18일: 겸 온묘노 가미(陰陽頭)
- 시가불상: 종4위하(從四位下). 식부대보(式部大輔)
- 다이도(大同) 3년(808년) 5월 14일: 겸 시모쓰케노 가미(下野守)
- 다이도(大同) 5년(810년) 9월 16일: 하리마노 가미(播磨守)

### 내용주
1. ↑  작자 23명·수록작품 90수 중에서 많은 차례대로 사가 천황 22수·가야노 도요토시 13수·오노노 미네모리 13수·준나 천황(淳和天皇) 5수·수가와라노 기요키미(일본어판)(菅原淸公) 4수)
2. ↑  그 무덤 장소: 북위 34° 53′ 51.29″ 동경 135° 48′ 23.29″ / 북위 34.8975806°  동경 135.8064694°